# Dolores Cabrera y Heredia
Dolores Cabrera y Heredia (Tamarite de Litera, 15 de septiembre de 1828-Zaragoza, 1 de diciembre de 1899), fue una poeta y novelista española del Romanticismo.

## Biografía
Era hija del militar Lorenzo Cabrera  Purroy y Gregoria Heredia Godino. Fue educada en el Monasterio de las Salesas de Calatayud y, siguiendo los destinos profesionales de su padre, residió también en Pamplona (1844-1846), Madrid (1846-1851) y Jaca (1851). Mostró desde muy joven inclinación por la poesía y, según relata Pilar Sinués de Marco en una biografía publicada en El Correo de la Moda. Álbum de señoritas, fue su madre quien envió, en 1847, algunas de sus composiciones poéticas a su amigo Pedro de la Hoz, director de La Esperanza, que publicó inmediatamente una de ellas. Dolores Cabrera se convirtió a partir de ese momento en asidua colaboradora de numerosos medios, entre ellos La Velada, La Reforma, El Trono y la Nobleza, Los hijos de Eva, Libro de la caridad, Álbum la Avellaneda, Brisas de Cuba, Ellas, Educación Pintoresca y, especialmente El Correo de la Moda. Álbum de señoritas, publicación para la que escribió no solamente poesías sino también artículos históricos, biografías de mujeres célebres y su novela Una perla y una lágrima, basada en una leyenda tradicional aragonesa. 
En 1856 contrajo matrimonio en Madrid con el también militar Joaquín María Miranda, a quien acompañó en sus destinos: Valencia, Granada, Zaragoza...  Este matrimonio fue apadrinado por los reyes.
Publicó también la novela Quien bien ama nunca olvida y la poesía A S.M. el Rey en la muerte de su inocente y augusto hijo el Príncipe de Asturias (Madrid, 1850). Por otra parte, aparecen composiciones suyas en los libros Corona poética ofrecida a SS.MM. la Reina Doña Isabel II  y el Rey Don Francisco de Asís María, con motivo del nacimiento de su Augusta hija S.A.R. la Serma. Sra. Princesa Doña María Isabel Francisca de Borbón, en nombre de los poetas españoles (Madrid, Imp. De Operarios a cargo de D. Francisco R. del Castillo, 1851), Escritoras españolas contemporáneas (Madrid, Biblioteca Universal,1880) y Poetas contemporáneos (Veracruz, Librería La Ilustración, 1883). Fue la autora de la letra del Himno de Alfonso XII con que el ejército saluda a S.M. el Rey.
Tras perder la vista, murió en Zaragoza el 1 de diciembre de 1899, siendo sus restos trasladados a Madrid en 1911.

### Las violetas
En 1850 se publicó su poemario Las Violetas (Madrid, Imprenta de la Reforma), prologado por Gregorio Romero Larrañaga y compuesto por 76 poesías escritas entre mayo de 1847 y mayo de 1850.  El título hace referencia al poder evocador de esas flores, cuyo aroma le transportaba a su infancia, por eso sus poemas están dedicados a la familia y a las amigas que compartieron con ella sus primeros años. En él aparecen composiciones ("Las golondrinas", "Ausencia", "A una bella"...) que influyeron clarísimamente en la obra de Gustavo Adolfo Bécquer.
Dedica sus poemas a su prologuista, a su madre, a su padre, a sus hermanas y a amigas. Dos poemas son dedicados A Paulina Cabrero y Martínez, compositora y cantante de reconocida fama en los salones de la Corte madrileña. En la expresión de sentimientos recurrió al vocabulario amoroso tópico, lo que ha sido interpretado como poemas homoeróticos.
Recurre constantemente a la naturaleza en su poesía como reflejo de su estado de ánimo. Aparecen también las ruinas como símbolo de la caducidad de la vida y utiliza imágenes típicamente románticas como la tormenta, el vendaval y los espectros. Sin embargo, cuando hace referencia al amor no correspondido escribe poemas íntimos y más personales. Ese amor lo identifica con las violetas, flores que darán título a su libro.

### Hermandad lírica
Al publicar dos poemas en Los hijos de Eva. Semanario de literatura, ciencias y artes, que estaba bajo la dirección de Ventura Ruíz Aguilera, entró en contacto con otras poetas románticas, grupo al que se denomina Hermandad Lírica y cuya cabeza más visible fue Carolina Coronado. Formaron parte de este grupo de escritoras Amalia Fenollosa, Robustiana Armiño y Vicenta García Miranda entre otras. Habían nacido en torno al año 1820, pertenecían a la burguesía, fueron autodidactas y generaon entre ellas una amistad epistolar de aliento y apoyo mutuos. Los temas tratados a menudo fueron el destino doloroso de la mujer, la injusticia y la opresión a la que se veían sometidas. Por ello, reivindicaban el acceso a la cultura, a la actividad intelectual y a ser escritoras. Cabrera y Heredia escribió quejándose del hostigamiento que recibían las escritoras.

### Reconocimientos
Dolores Cabrera gozó del favor del público y la crítica, y se le tributaron importantes honores literarios. En 1860 fue recibida como Académica y profesora de la Academia de Ciencias y Letras del Liceo Artístico y Literario de Granada, en 1865 fue declarada Socia Facultativa de la Sección de Literatura del Liceo Artístico y Literario de Zaragoza, en 1869 Vocal Auxiliar en el Ateneo Artístico y Literario de Señoras en Madrid, del cual era socia de mérito.
En los últimos años de su vida quedó ciega, lo que provocó que Gerónimo Borao le dedicara un soneto escrito el 8 de diciembre de 1874 titulado: "A Doña Dolores Cabrera de Miranda. Distinguida poetisa privada de la vista". El poeta Miguel Agustín Príncipe le había dedicado también una fábula en su obra Fábulas en verso castellano y en variedad de metros (1861, Madrid, Alfaro).